# أرسينوي الأولى
أرسينوي الأولى (باليونانية: Αρσινόη Α’)‏ في فترة (305 ق. م - حوالي ما بعد 248 ق. م) كانت أميرة إغريقية ذات أصل مقدوني وثيسالي. كانت الابنة الثانية وأصغر أبناء خليفة الإسكندر الأكبر ليسيماخوس حاكم تراقيا وآسيا الصغرى ومقدونيا، من زوجته نيقية المقدونية. وقد كان لدى أرسينوي الأولى شقيقان أكبر منها في العمر، وهما أخ يدعى أغاثقلس وأخت تسمى يوريديس.